# كيفن فافيلا
كيفن فافيلا (بالإسبانية: Kevin Favela)‏ هو لاعب كرة قدم مكسيكي في مركز الهجوم، ولد في 19 يوليو 1991. لعب مع Lobos BUAP ‏.

## وصلات خارجية
- كيفن فافيلا على موقع قاعدة بيانات كرة القدم.إي يو (الإنجليزية)
- كيفن فافيلا على موقع Soccerway.com (الإنجليزية)